# Antropomorfizam
Antropomorfizam, od grčkih riječi ánthrōpos (grč. ἄνθρωπος), u značenju "čovjek" i morphē (grč. μορφή), "oblik", je davanje nekih specifično ljudskih karakteristika životinjama, biljkama, prirodnim ili natprirodnim fenomenima i božanstvima. Karakteristika antropomorfizma je da se svi ti fenomeni simbolički prikazuju s ljudskim karakteristikama (lice, odjeća i sl.), odnosno tumače kao ljudske osobe s ljudskim motivima. 
Antropomorfizam ima drevnu tradiciju, odnosno predstavlja karakteristiku gotovo svih svjetskih mitologija, kao i dijela religija. Pojavljuje se u obliku basni, a u moderno doba predstavlja karakteristiku književnosti za djecu.